# Episodi de La donna bionica (prima stagione)
La prima stagione della serie televisiva La donna bionica è stata trasmessa negli Stati Uniti dalla ABC dall'11 gennaio al 26 maggio 1976, posizionandosi al 5º posto nei rating Nielsen di fine anno con il 24,9% di penetrazione.
| nº | Titolo originale           | Titolo italiano                  | Prima TV USA     |
| -- | -------------------------- | -------------------------------- | ---------------- |
| 1  | Welcome Home Jaime: Part 1 | Bentornata Jaime (prima parte)   | 11 gennaio 1976  |
| 2  | Welcome Home Jaime: Part 2 | Bentornata Jaime (seconda parte) | 21 gennaio 1976  |
| 3  | Angel of Mercy             | Weekend in Costa Brava           | 28 gennaio 1976  |
| 4  | A Thing of the Past        | Una cosa del passato             | 18 febbraio 1976 |
| 5  | Claws                      | Un leone non troppo feroce       | 25 febbraio 1976 |
| 6  | The Deadly Missiles        | Missili su Los Angeles           | 3 marzo 1976     |
| 7  | Bionic Beauty              | Bellezza bionica                 | 17 marzo 1976    |
| 8  | Jaime's Mother             | La mamma di Jaime                | 24 marzo 1976    |
| 9  | Winning is Everything      | Non si corre solo per vincere    | 7 aprile 1976    |
| 10 | Canyon of Death            | Il canyon della morte            | 14 aprile 1976   |
| 11 | Fly Jaime                  | Rudy chiama Jaime                | 5 maggio 1976    |
| 12 | The Jailing of Jaime       | Colpo duro per Jaime             | 12 maggio 1976   |
| 13 | Mirror Image               | Immagini allo specchio           | 19 maggio 1976   |
| 14 | The Ghosthunter            | A caccia di fantasmi             | 26 maggio 1976   |